# FOX Crime
FOX Crime és una cadena de televisió, llançada per la Fox International Channels, que es transmet en diversos països d'Europa i Àsia. La seva programació bàsica inclou nombroses sèries de televisió i pel·lícules, entre d'altres, relacionats amb el crim, l'horror i la investigació.